# ۵۳مین دوره جوایز هنری بکسانگ
۵۳مین دورهٔ جوایز هنری بکسانگ (کره‌ای: 제53회 백상예술대상) مراسم در 3 مه 2017 در سالن دی مرکز نمایشگاه و کنوانسیون کوکس در سئول برگزار شد. این برنامه به صورت زنده از جی‌تی‌بی‌سی پخش شد و میزبان آن پارک جونگ هون و به سوزی بود. این مراسم که توسط Ilgan Sports و جی‌تی‌بی‌سی پلاس برگزار شده است، تنها مراسم اهدای جوایز کره جنوبی است که از برترین‌های فیلم و تلویزیون قدردانی می‌کند.
بالاترین افتخارات شب، جایزه بزرگ (دسانگ)، در بخش فیلم به پارک چان ووک کارگردان و فیلنامه‌نویس مشترک فیلم کنیز و در بخش تلویزیون به کیم اون سوک فیلمنامه‌نویس درام گابلین اهدا شد.

## برندگان و نامزدها
- برندگان ابتدا لیست شده و با حروف درشت برجسته می‌شوند.[۳]
  - نامزدها[۴][۵]

### فیلم
| جایزه بزرگ | |
| - پارک چان ووک (کارگردان و فیلمنامه‌نویس مشترک) – کنیز | |
| بهترین فیلم | بهترین کارگردان |
| - شیون - عصر سایه‌ها - قطار بوسان - کنیز - شهر جنون | - کیم جی وون – عصر سایه‌ها - کیم سانگ سو – شهر جنون - نا هانگ جین – شیون - پارک چان ووک – کنیز - هونگ سانگ سو – تنها در شب کنار ساحل |
| بهترین کارگردان تازه‌کار | بهترین فیلمنامه |
| - یان سنگ هو – قطار بوسان - یون گایون – دنیای ما - لی یو سوب – ملکه جرم - لی جو یونگ – یک سوارکار تنها - لی هیون جو – داستان عشق ما | - یون گایون – دنیای ما - نا هانگ جین – شیون - لی جی مین، پارک جونگ ده – عصر سایه‌ها - پارک چان ووک، جانگ سو کیونگ – کنیز - کیم سانگ سو – شهر جنون |
| بهترین بازیگر نقش اول مرد | بهترین بازیگر نقش اول زن |
| - سونگ کانگ هو – عصر سایه‌ها - کواک دو وان – شیون - یو هه جین – لاک کی - لی بیونگ هون – مستر - ها جونگ وو – تونل | - سون یه جین – آخرین شاهزاده - کیم مین هی – کنیز - کیم هه سو – خانواده - یون یو جانگ – بانوی باکوس - هان یه ری – بدترین زن |
| بهترین بازیگر نقش فرعی مرد | بهترین بازیگر نقش فرعی زن |
| - کیم ایو سانگ – قطار بوسان - ما دونگ سوک – قطار بوسان - به سانگ وو – پادشاه - اوم ته گو – عصر سایه‌ها - چو جین وونگ – کنیز | - کیم سو جین – پادشاه - را می ران – آخرین شاهزاده - به دونا – تونل - چون وو هی – شیون - هان جی مین – عصر سایه‌ها |
| بهترین بازیگر تازه‌کار مرد | بهترین بازیگر تازه‌کار زن |
| - ریو جون یول – پادشاه - دو کیونگ سو – برادر مزاحم من - وو دو هوان – مستر - جی چانگ ووک – شهر ساختگی - هان جه یونگ – محاکمه مجدد | - لی سانگ هی – داستان عشق ما - کیم ته ری – کنیز - کیم هوان هی – شیون - ایم یون آه – مأموریت محرمانه - چوی سو این – دنیای ما |
| محبوب‌ترین بازیگر مرد | محبوب‌ترین بازیگر زن |
| - دو کیونگ سو – برادر مزاحم من - کانگ ها نول – محاکمه مجدد - کواک دو وان – شیون - کیم نام گیل – پاندورا - کیم وو بین – مستر - ریو جون یول – پادشاه - ما دونگ سوک – قطار بوسان - به سانگ وو – پادشاه - سونگ کانگ هو – عصر سایه‌ها - ها جونگ وو – تونل - هیون بین – مأموریت محرمانه - پارک جین یونگ – یک بز ولگرد - شیومین – مردی که رودخانه را می‌فروشد - یو هه جین – لاک کی - لی بیونگ هون – مستر - جونگ وو – محاکمه مجدد - جانگ وو سانگ – پادشاه - جو این سونگ – پادشاه - جی چانگ ووک – شهر ساختگی - هوانگ جونگ مین – شیون | - ایم یون آه – مأموریت محرمانه - گو آرا – کارآگاه شبح - کیم مین هی – کنیز - کیم ته ری – کنیز - کیم هه سوک – کنیز - کیم هه سو – خانواده - کیم هوان هی – شیون - را می ران – آخرین شاهزاده - به دونا – تونل - سو یه جی – یک راه دیگر - سون یه جین – آخرین شاهزاده - سو ئه – دور دوم - شیم اون کیونگ – ملکه پیاده‌روی - آن سو هی – یک سوارکار تنها - اوم جی وون – گمشده - یون یو جانگ – بانوی باکوس - جونگ یو می – قطار بوسان - چون وو هی – شیون - هان یه ری – بدترین زن - هان جی مین – عصر سایه‌ها |

### تلویزیون
| جایزه بزرگ | بهترین درام |
| - کیم اون سوک (فیلمنامه‌نویس) – گابلین | - دوستان عزیز من - دابلیو - مهتاب نقاشی شده با ابر - دکتر رمانتیک - گابلین |
| بهترین برنامه سرگرمی | بهترین برنامه آموزشی |
| - سه وعده غذایی روزانه – دهکده ماهیگیری - تنها زندگی می‌کنم - شو می د مانی ۵ - نووینگ برادرز - خواننده شبح | - سولزون - سؤالات بی پاسخ - Docuprime Democracy - دانش خاص - جنگ ایمجین ۱۵۹۲ |
| بهترین کارگردان | بهترین فیلمنامه |
| - یو این شیک – دکتر رمانتیک - سونگ هیون ووک – اوه هه یونگ دیگر - لی ایونگ بوک – گابلین - جونگ ده یون – دابلیو - هونگ جونگ چان – دوستان عزیز من | - نو هی کیونگ – دوستان عزیز من - کیم یون سوک – گابلین - کانگ یون کیونگ – دکتر رمانتیک - پارک هه یونگ – اوه هه یونگ دیگر - سونگ جه جونگ – دابلیو |
| بهترین بازیگر نقش اول مرد | بهترین بازیگر نقش اول زن |
| - گونگ یو – گابلین - نام گونگ مین – مدیر خوب - پارک بوگوم – مهتاب نقاشی شده با ابر - جو جونگ سوک – حسادت آشکار - هان سوک کیو – دکتر رمانتیک | - سو هیون جین – اوه هه یونگ دیگر - کیم گو اون – گابلین - کیم ها نول – در مسیر فرودگاه - پارک بو یونگ – دو بونگ سون قدرتمند - پارک شین هه – پزشکان |
| بهترین بازیگر تازه‌کار مرد | بهترین بازیگر تازه‌کار زن |
| - کیم مین سوک – پزشکان - گونگ میونگ – تنهایی نوشیدن - کیم مین جه – دکتر رمانتیک - جیسو – دو بونگ سون قوی - جونگ جین یونگ – مهتاب نقاشی شده با ابر | - لی سه یونگ – آقایان مغازه خیاطی ولگیسو - کانگ هانا – عاشقان ماه - گونگ سونگ یون – استاد انتقام - بانگ مین آه – گونگ شیم زیبا - نانا – همسر خوب |
| بهترین مجری ورتی مرد | بهترین مجری ورتی زن |
| - یانگ سه هیونگ – عضوی از صحنه عاشقانه - کیم گوک جین – جوانان شعله‌ور - کیم جونگ مین – دو روز و یک شب - پارک سو هونگ – سه وعده غذایی روزانه – دهکده ماهیگیری - یو مین سانگ – کنسرت گاگ | - پارک نا رائه – تنها زندگی می‌کنم - کیم سوک – Sister's Slam Dunk - لی سوجی – کنسرت گاگ - جانگ دو یئون – کمدی بیگ لیگ - هونگ یون هوا – مردمی که به دنبال یک خنده هستند |
| محبوب‌ترین بازیگر مرد | محبوب‌ترین بازیگر زن |
| - پارک بوگوم – مهتاب نقاشی شده با ابر - گونگ یو – گابلین - یون کیه سانگ – همسر خوب - لی دونگ ووک – گابلین - لی مین هو – افسانه دریای آبی - لی جونگ سوک – دابلیو - لی جون گی – عاشقان ماه - جونگ کیونگ هو – نه گمشده - جو جونگ سوک – حسادت آشکار - بیون بک‌هیون – عاشقان ماه - نام جو هیوک – کیم بوک جو وزنه‌بردار - چو جین وونگ – همراهان - جی سونگ – مدافع - جونگ جین یونگ – مهتاب نقاشی شده با ابر - نام گونگ مین – مدیر خوب - ها سوک جین – تنهایی نوشیدن - اریک مون – اوه هه یونگ دیگر - یوک سونگ جه – گابلین - پارک هیونگ شیک – دو بونگ سون قوی - سو این گوک – لویی پادشاه خرید | - کیم یو جونگ – مهتاب نقاشی شده با ابر - کیم ها نول – در مسیر فرودگاه - نانا – همسر خوب - نام جی هیون – لویی پادشاه خرید - بانگ مین آه – گونگ شیم زیبا - پارک بو یونگ – دو بونگ سون قوی - هان هیو جو – دابلیو - گونگ سونگ یون – استاد انتقام - گونگ هیو جین – حسادت آشکار - کیم گو یون – گابلین - سو هیون جین – اوه هه یونگ دیگر - یو این نا – گابلین - لی سه یونگ – آقایان مغازه خیاطی ولگیسو - لی یونگ ئه – سایمدانگ، خاطرات درخشان - آی‌یو – عاشقان ماه - جون دو یون – همسر خوب - جون جی هیون – افسانه دریای آبی - پارک شین هه – پزشکان - پارک ها سون – تنهایی نوشیدن - پارک هه سو – دوران جوانی |

### جوایز ویژه
| جوایز               | گیرنده      |
| ------------------- | ----------- |
| جایزه مد این استایل | کیم ها نول  |
| جایزه موفقیت زندگی  | کیم یونگ ئه |